# Gruppo anarchico "Giuseppe Pinelli"
Il Gruppo anarchico "Giuseppe Pinelli" è stato un gruppo storico dell'anarchismo pisano. Fondato nel 1970 ed autonomo dalla Federazione anarchica pisana, il gruppo era costituito in maggioranza di giovanissimi (tra i quali Franco Serantini, che morì per le lesioni riportate durante uno scontro con la polizia nel 1972), e si caratterizzò per il suo attivismo a fianco delle formazioni di estrema sinistra nate in città in seguito alla fine di Potere Operaio, nel periodo più infuocato degli anni del movimento pisano.
Il gruppo sosteneva di aver ritrovato il famoso "bando di Almirante" nell'archivio del comune di Massa Marittima, che testimonierebbe la partecipazione attiva del futuro capo del Movimento Sociale Italiano (MSI) alla repressione contro i partigiani. La querelle intorno al documento ebbe all'epoca un effetto dirompente nella campagna per la messa al bando del MSI. Il gruppo si sciolse nel 1973.